# Мастер перевоплощения
«Мастер перевоплощения» (англ. The Master of Disguise) — кинокомедия 2002 года от компании Happy Madison. Считается одной из худших комедий всех времён, имеет рейтинг в 1 % на Rotten Tomatoes.

## Сюжет
Смешной, тощий парень в очках по имени Фисташио, однажды узнает, что может превращаться в разные личности. Теперь он и его Очаровательная ассистентка должны спасти родителей Фисташио и заодно мир от богатого и алчного коллекционера древностей.

## В ролях
| Актёр                | Роль                |
| -------------------- | ------------------- |
| Дэйна Карви          | Фисташио Дисгайзи   |
| Брент Спайнер        | Девлин Боуман       |
| Дженнифер Эспозито   | Дженнифер Бэйкер    |
| Гарольд Гулд         | дедушка Дисгайзи    |
| Джеймс Бролин        | Фаббрицио Дисгайзи  |
| Эрик Авари           | производитель сигар |
| Кинан Томпсон        | Кинан               |
| Мария Кэнелс-Баррера | София               |
| Ная Ривера           |                     |
| Кевин Нилон          | «белый воротничок»  |

В эпизодических ролях-камео в фильме появлялись Майкл Джонсон, Джессика Симпсон, Бо Дерек, Джесси Вентура, Патрисия Де Леон, Берглинд Айси.